# Libro de viaje

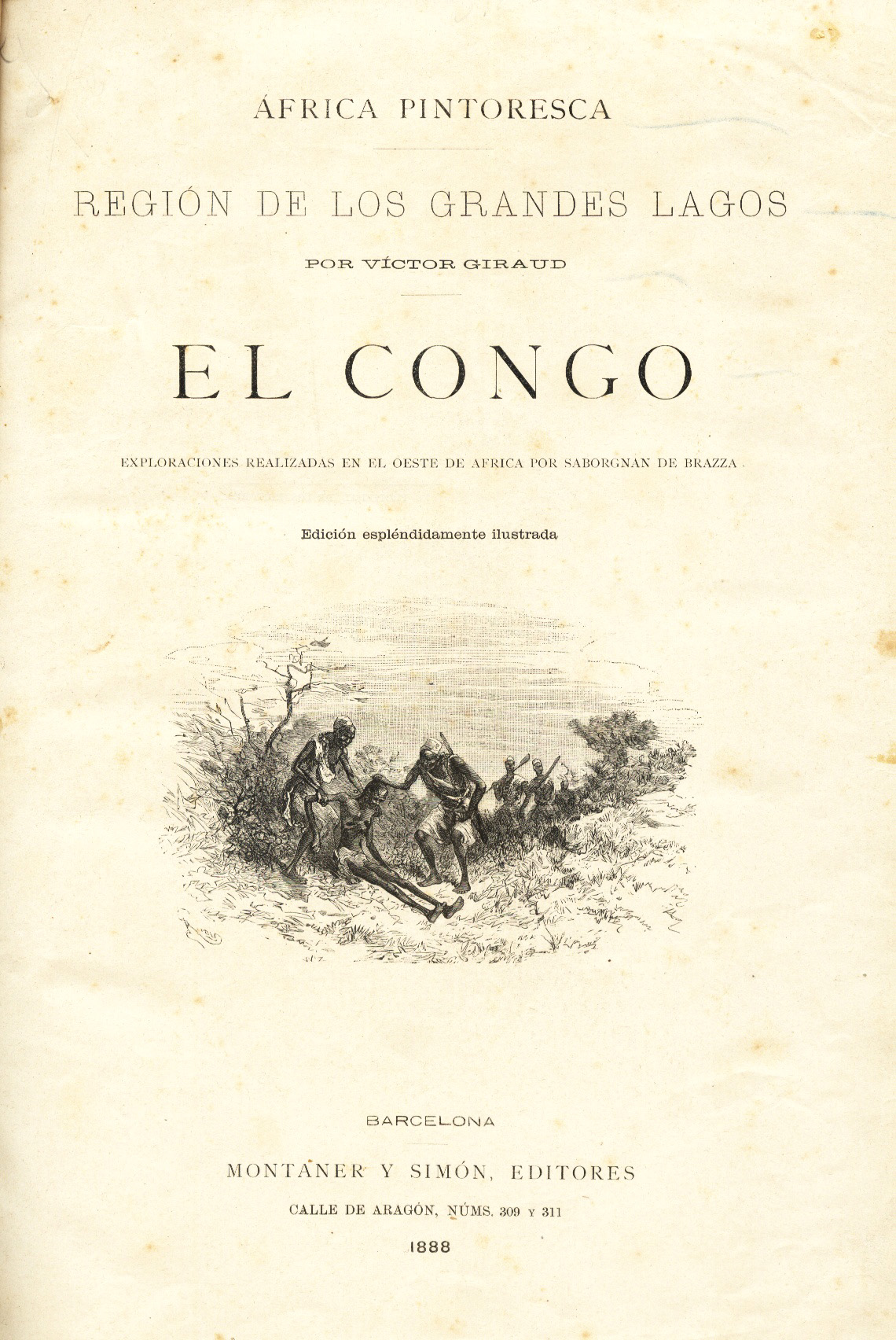
Portada de un libro de viaje.

Libro de viaje es la exposición de las experiencias y observaciones realizadas por un viajero, y puede acompañarse de mapas, dibujos, grabados, fotografías, etcétera, realizadas por el autor o por sus compañeros de viaje. Tuvo especial desarrollo en el siglo xix, dentro de la vertiente de la literatura costumbrista.

## Historia
El viaje constituye algo intrínsecamente literario, como elemento asociado a la esencia de la epopeya, así en la Odisea de Homero, las Argonáuticas de Apolonio de Rodas, la Eneida de Virgilio, etc. Entre los griegos era conocido como periégesis, destacando en especial Pausanias. A partir del siglo xx se asocia al fenómeno turístico, con publicaciones especializadas en viajes.

## Tipología
De forma muy elemental pueden diferenciarse dos tipos, los libros que escriben los propios naturales de un país sobre su mismo país, y los que escriben los extranjeros sobre un país que no es el suyo. Estos últimos revisten un particular interés porque revelan puntos de vista diferentes y a veces enriquecedores para los habitantes del país visitado o inspeccionado. Muchos de ellos son fantasiosos, escritos a veces con interés puramente comercial o con una idea chauvinista, y no penetran en la verdadera idiosincrasia de un país del que ni siquiera conocen la lengua o la historia, o se han escrito sin documentación previa. Otros, por el contrario, hacen gala de un gran poder de observación y análisis y profundizan realmente en la identidad y problemática de un país; en este segundo tipo gozan de particular fama los Diarios de viaje de Guillermo de Humboldt.
Es preciso distinguir el libro de viajes de otro género literario, el libro de viajes anovelado, como el que cultivaron el francés Jules Verne y el español Esteban Hernández y Fernández en el siglo XIX. El libro de viajes real es un género que cuenta con numerosos precedentes medievales (Al aya'ib al-Hind o Maravillas de la India de Buzurg Ibn Shahriyar en el siglo X; el del judío Benjamín de Tudela en el siglo XII; el de Ibn Battuta (primera mitad del siglo XIV) a través de todo el islam, de Occidente a Oriente, que duró veinte años y constituye el más conocido entre los grandes viajeros árabes, dictado al granadino Ibn Yuzayy; los viajes de Marco Polo o Libro de las maravillas; la Embajada a Tamerlán de Ruy González de Clavijo, etcétera).
En el renacimiento y el barroco hubo un gran desarrollo del género a causa de los grandes descubrimientos geográficos facilitados por el desarrollo del arte de la navegación, de forma que se creó el rico subgénero de la crónica de Indias. Entre los cronistas de indias más famosos hay que destacar en particular a Hernán Cortés y sus Cartas de relación; a Gonzalo Fernández de Oviedo, a Álvar Núñez Cabeza de Vaca y a Bernal Díaz del Castillo, de profundo sabor épico.
La costumbre, a partir del siglo XVIII, del Grand Tour o viaje por Europa que solía culminar la formación universitaria de los jóvenes miembros de las grandes familias de la nobleza y la burguesía para desarrollar el aprendizaje de idiomas y el establecimiento de relaciones internacionales comerciales (e incluso matrimonios), fue desarrollando el género a partir del siglo XVIII. Muchos funcionarios coloniales, militares, comerciantes, diplomáticos y marinos desplazados con motivo de su cargo a tierras ignotas escribieron, asimismo, relaciones de sus viajes; también, los que se veían forzados a viajar por exilios políticos o persecuciones religiosas, y, menos frecuentemente, los científicos, arqueólogos, historiadores, geógrafos, naturalistas y estudiosos embarcados en expediciones académicas o incluso de espionaje industrial o militar. Los franceses Jean-François de La Harpe y Alexandre de Laborde compilaron todos estos materiales en colecciones de viajes, que luego amplió el español Pedro Estala en una popular gran colección de 43 volúmenes: El viajero universal o noticia del mundo antiguo y nuevo, obra recopilada de los mejores viajeros, traducida al castellano y corregido el original e ilustrado con notas por don Pedro Estala (Madrid, 1795-1801).
Sobre los libros de viajes a España escribió una importante bibliografía el hispanista Raymond Foulché-Delbosc (Bibliographie des voyages en Espagne et en Portugal, Paris: H. Welter, 1896), donde se acogen 858 títulos de libros de viajes en dieciséis lenguas y 1730 ediciones, todo en orden cronológico, aunque faltan referencias a los importantes viajes de Wilhelm von Humboldt por todo el imperio español, tacha menor en un esfuerzo semejante. También Arturo Farinelli hizo aportaciones, así como Elena Fernández Mel o Richard Herr, que escribió sobre la imagen que de España ofrecieron los viajeros franceses entre el siglo XVIII y XIX; modernamente, la bibliografía se ha multiplicado prodigiosamente.
En cuanto a los libros de viajes escritos por españoles de siglos pasados, en el XVIII existen los viajes de Antonio Ponz, quien pretendía tomar nota del arte que quedaba en la España de su tiempo; las Memorias de Eugenio Larruga, atento a las posibilidades de desarrollo económico del país; los de José de Viera y Clavijo por La Mancha y Europa y los de Leandro Fernández de Moratín a Italia y Londres, entre otros; en el siglo XIX tenemos los de Emilia Serrano de Wilson, Francisco de Paula Mellado, Sinesio Delgado, Pedro Antonio de Alarcón, Juan Valera, Emilio Castelar, Eugenio de Ochoa, Amós de Escalante y Joaquín Francisco Pacheco, y ya a comienzos del XX los de Vicente Blasco Ibáñez, que circunnavegó el globo, los de Sofía Casanova, los de José Gutiérrez Solana, redescubridor de la España negra, y los de la viajera Generación del 98, que realizó numerosos viajes por España para conocerla profundamente, en particular Azorín y Unamuno. Asimismo, el polígrafo José García Mercadal estudió y editó en tres gruesos volúmenes los libros de viajes de extranjeros por España desde la Edad Media hasta el siglo XVIII. 
La literatura se ha enriquecido permanentemente a lo largo de los tiempos mediante el aporte de la narrativa de viaje, apareciendo un nuevo género: la literatura de viajes. Existen muchos ejemplos que ilustran lo anterior. Entre ellos podemos citar a escritores como James Cook, Joseph Conrad, Herman Melville, David Livingstone, Robert Louis Stevenson, Jerome Klapka Jerome, que escribe libros de viajes humorísticos, F. W. Up De Graff, Alí Bey, John Byron, Thomas Edward Lawrence, Mark Twain, Julio Verne, Karen Blixen, Santiago Rusiñol, Ernest Hemingway, Somerset Maugham, Gabriel Pernau, Paul Theroux, Alberto Moravia, André Gide, Patrick Leigh Fermor, Robert D. Kaplan, Alexandra David-Néel, Cees Nooteboom, Javier Reverte, Ryszard Kapuscinski, Ted Simon, Ana Briongos, Jordi Esteva, Claudio Magris, Fernando Sánchez Dragó, etcétera.
En definitiva, bien se puede decir, si lo analizamos concienzudamente y a fondo, que el tema del viaje es un tópico reiterado en la literatura universal. La evocación de la travesía vista, vivida y posteriormente plasmada en algún tipo de escrito o narración, va a seguir acompañando la oferta literaria por mucho tiempo más. Una muestra de ello son los numerosos libros de viaje que se editan en la actualidad, de los que muchos son elaborados por verdaderos profesionales del arte de viajar, y que ofrecen un amplio abanico de posibilidades para los que quieren conocer el mundo.